# 玛格丽特·阿利贝尔
玛格丽特·玛丽·阿利贝尔（Marguerite Marie Alibert，1890年12月9日—1971年1月2日），也叫玛吉·梅勒（Maggie Meller）、玛格丽特·劳伦（Marguerite Laurent），是一名法国社交名媛，早年做过妓女，1917年至1918年间成为威尔士亲王（即后来的爱德华八世）的情妇，之后嫁给埃及贵族阿里·卡迈勒·法赫米·贝（Ali Kamel Fahmy Bey），因此常被当时的媒体称为法赫米亲王夫人（Princess Fahmy），但1923年她在伦敦的萨伏伊酒店枪杀丈夫，引起社会轰动。